# Ames Free Library
La Ames Free Library es una biblioteca pública diseñada por el destacado arquitecto estadounidense Henry Hobson Richardson. Está ubicada en 53 Main Street de la ciudad de Easton, en el estado de Massachusetts (Estados Unidos), adyacente a otro edificio de Richardson, el Oakes Ames Memorial Hall .

## Historia
Cuando murió, Oliver Ames, Jr., dejó 50 000 dólares para la construcción de una biblioteca. El testamento estipulaba que debía ser una institución privada, no propiedad del pueblo sino operada en fideicomiso para el público. La solicitud fue realizada por los hijos de Ames, Frederick Lothrop Ames y Helen Angier Ames. Contrataron a Henry Hobson Richardson para diseñar el edificio. El costo final del edificio fue de unos 80 000 dólares.
La biblioteca se construyó entre 1877 y 1879, aunque no abrió sus puertas hasta el 10 de marzo de 1883. Generalmente es rectangular, con un ancho hastial que se proyecta desde su extremo norte y una torre rectangular que se eleva donde el hastial se encuentra con la masa principal. La fachada frontal del hastial contiene una entrada fuertemente arqueada en el primer piso y una fila de cinco ventanas arqueadas separadas por pares de columnas cortas arriba. La fachada es de granito Milford de color marrón claro colocado en sillar al azar con molduras de piedra rojiza Longmeadow de color marrón rojizo. Su techo es de teja rojo anaranjado. En 1931 se añadió un ala para niños (ladrillo rojo), eliminando el lavabo y la sala de documentos originales.
En el interior, las salas principales de la biblioteca, el ala de la pila, el vestíbulo y la sala de lectura se distribuyen longitudinalmente. La chimenea de la sala de lectura es principalmente de Stanford White, y los medallones de piedra y bronce de Oliver Ames, Jr. fueron diseñados por Augustus Saint-Gaudens.

## Reconocimientos
En 2007 el American Institute of Architects realizó una encuesta para determinar la lista America's Favorite Architecture con los 150 edificios favoritos en Estados Unidos; el Mauna Kea Beach Hotel ocupa el puesto 58.
En 2016, Ames Free Library ganó el premio a la Mejor biblioteca pequeña de Estados Unidos del Library Journal . Este premio fue creado en 2005 por la Fundación Bill & Melinda Gates para alentar y exhibir bibliotecas sobresalientes que sirven a poblaciones de menos de 25 000 dólares. Esta es la segunda vez que la biblioteca gana este premio.

## Galería

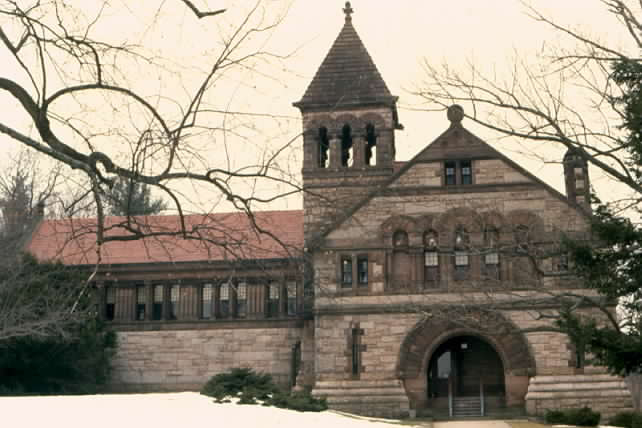
La Ames Free Library en la actualidad
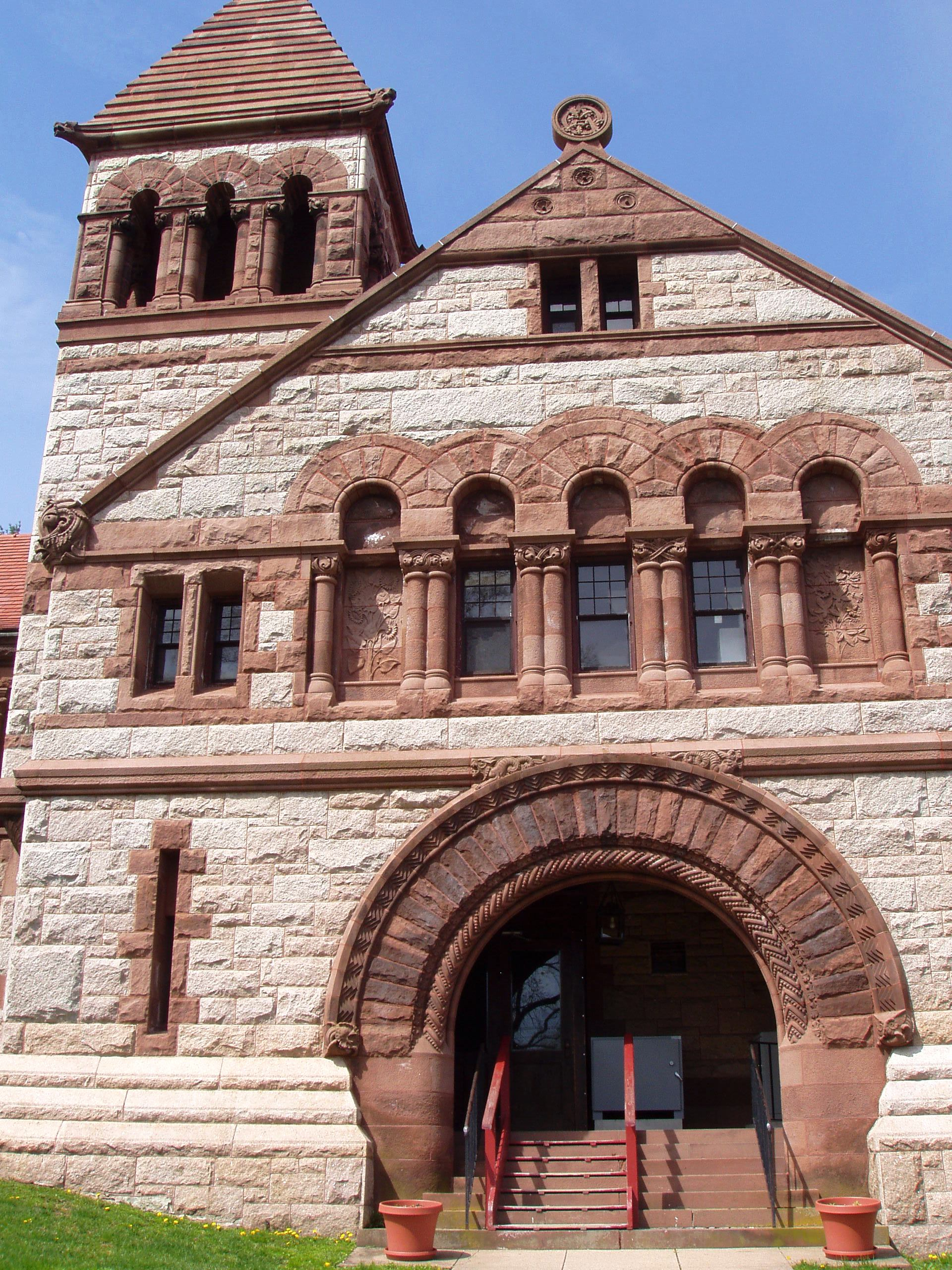
Fachada
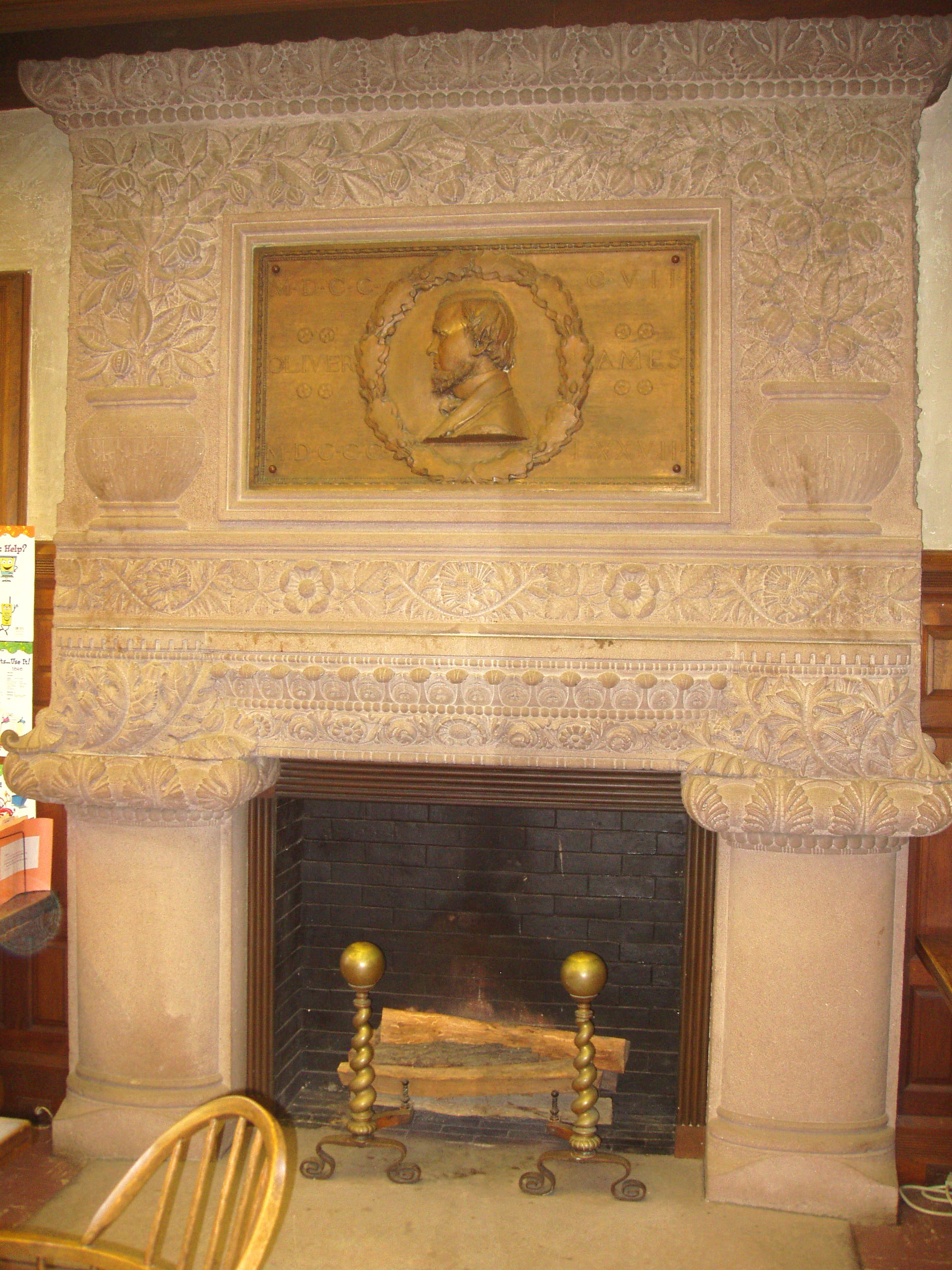
Chimenea
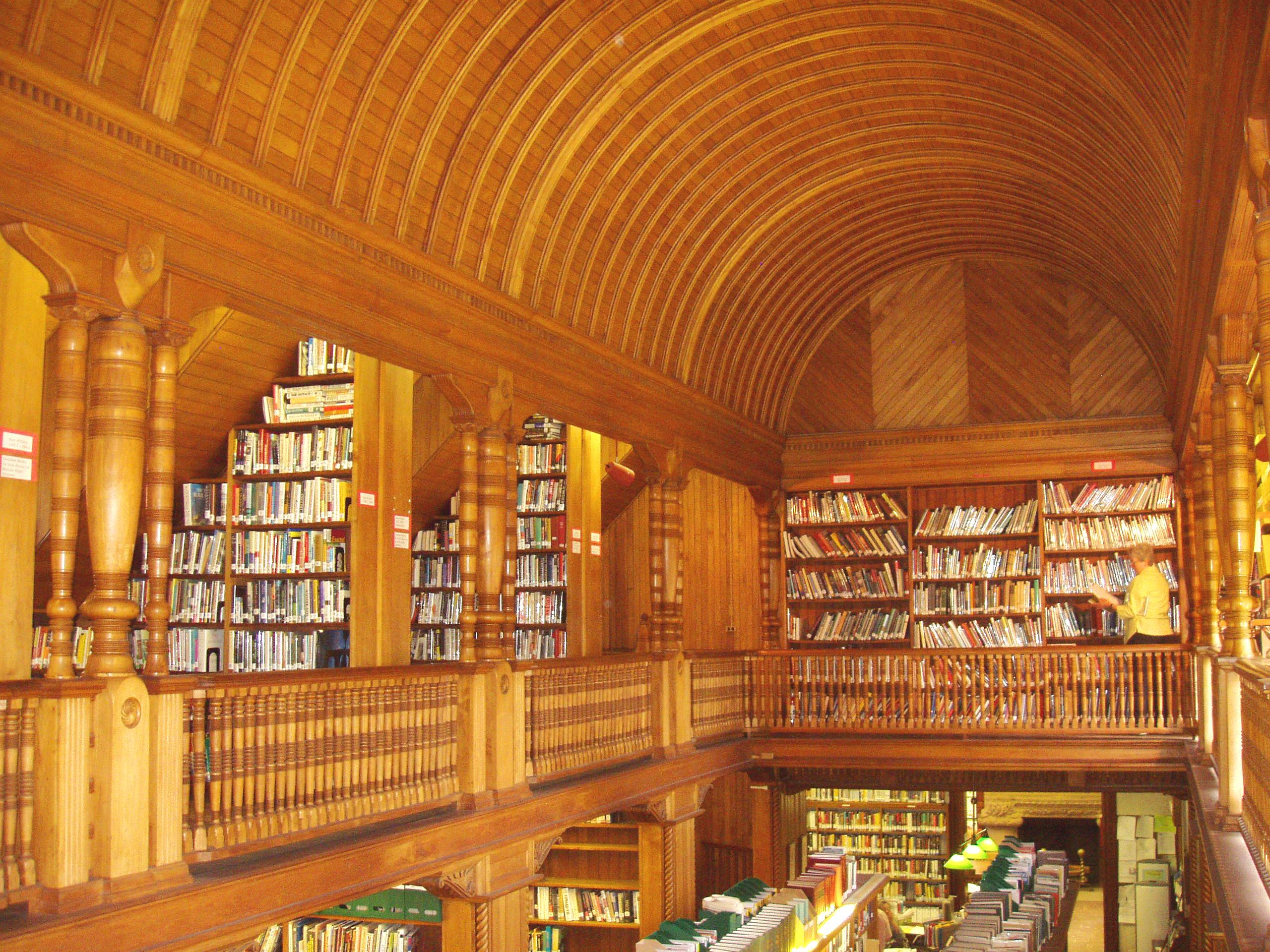
Bóveda interior
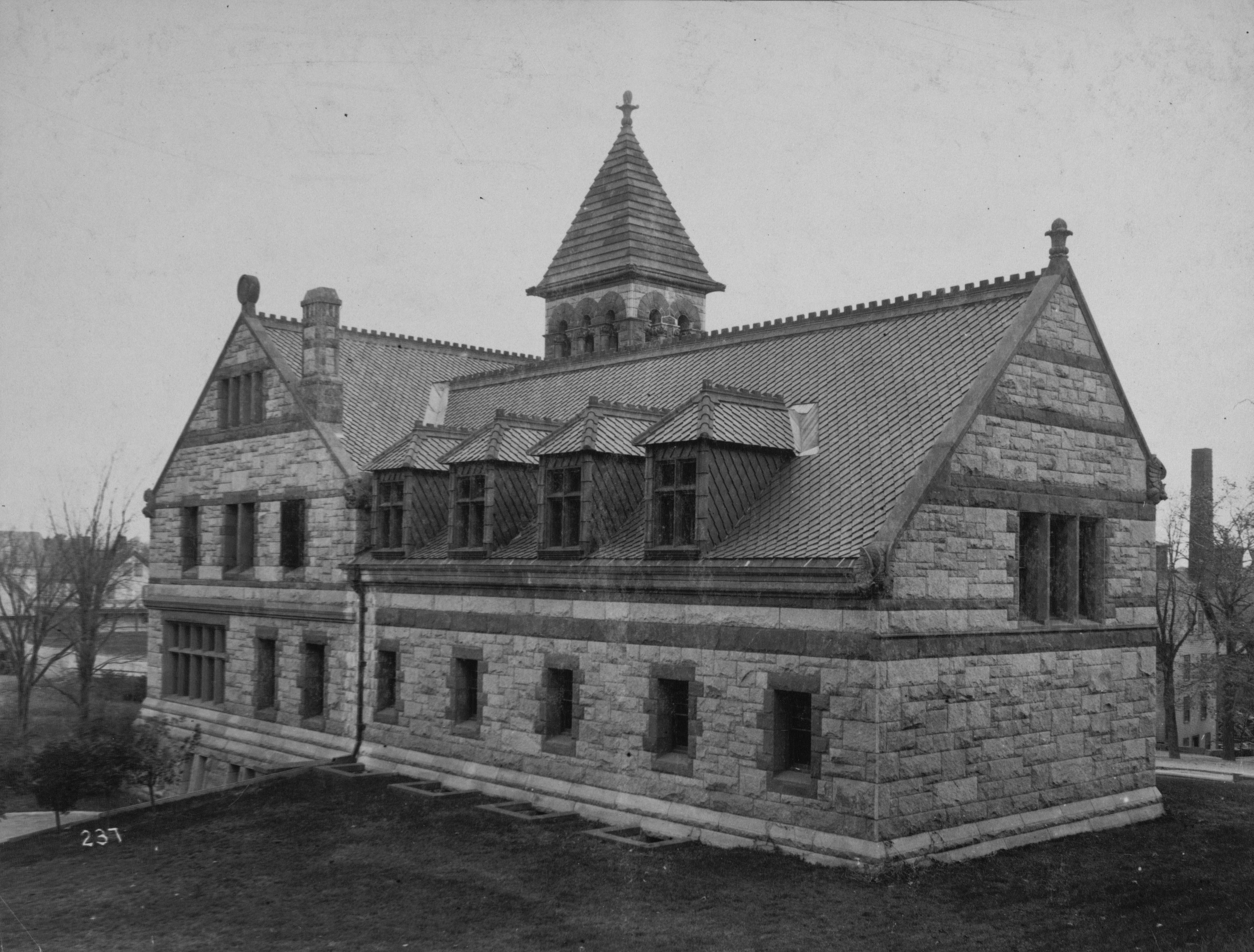
La Ames Free Library, hacia 1879-1895